# Reaktionsformel
I kemin är en reaktionsformel en beskrivning av en kemisk reaktion, uppbyggd av logiska operatorer och kemiska formler. Den förklarar matematiskt och kemiskt hur två eller flera ämnen eller föreningar reagerar med varandra, och vad reaktionens produkt är. Den kan också vara formel för en förening som genomgår en förändring, eller en förening som delas upp i ett eller flera ämnen eller föreningar.
Läran om kalkyler kring de matematiska samband som råder hos reaktionsformler kallas stökiometri.
Exempel:
2 H2 + O2 → 2 H2O
CO2 + H2O → H2CO3
En reaktionsformel ska alltid vara balanserad det vill säga att det skall finnas lika många atomer av varje slag innan reaktionen som efter (=energiprincipen). För en mer korrekt reaktionsformel gäller även att man placerar ut aggregationstillstånden, (gas(g), flytande(l), fast(s)) på de ämnen som reagerar samt bildas efter reaktionen.
Således är ett exempel när natrium reagerar med klorgas och bildar natriumklorid. Vid denna reaktion är reaktanterna natrium och klorgas som måste balanseras för att ge den rätta mängden av natriumklorid.
2 Na(s) + Cl2(g) → 2 NaCl(s)